# Réseau africain francophone sur les armes légères
Le Réseau africain francophone sur les armes légères (RAFAL) est un instrument d’échange d’informations, de recherche, de formation, de publication et de diffusion en vue de renforcer les capacités des organisations de la société civile africaine francophone agissant dans le domaine de la lutte contre la prolifération des armes légères et de petit calibre, la prévention des conflits ou la construction de la paix. Financé par le Luxembourg et coordonné depuis 2001 par le Groupe de recherche et d'information sur la paix et la sécurité, ce réseau est composé de plus d'une centaine de membres, agissant en Afrique de l'Ouest et en Afrique centrale.

## But et objectifs
Le but du RAFAL est d’améliorer les connaissances communes en matière de prolifération des armes légères dans une perspective de prévention des conflits et de construction de la paix en Afrique. Dans ce but, sept objectifs ont été définis dans sa charte :
1. Produire, publier et diffuser des documents originaux sur trois thèmes :  les armes légères en Afrique et la lutte contre leur prolifération, la prévention des conflits en Afrique et la construction de la paix ;
2. Collecter et diffuser les informations pertinentes sur ces thèmes parmi les membres ;
3. Publier et diffuser une lettre d’information commune ;
4. Promouvoir la formation des acteurs de la société civile amenés à traiter ces thèmes ;
5. Échanger les expériences pertinentes concernant les initiatives, les échecs et les bonnes pratiques sur les thèmes traités ;
6. Repérer et identifier une série d’actions susceptibles de favoriser la maîtrise des armes légères en Afrique ;
7. Faire connaître le réseau et ses membres dans chaque pays.

## Membres
En 2013, le RAFAL était composé de 105 organisations de la société civile, dont 18 basés en Afrique de l'Ouest (Bénin, Burkina Faso, Côte d’Ivoire, Guinée, Mali, Niger, Sénégal et Togo) et 87 basés en Afrique centrale (Angola, Burundi, Cameroun, République centrafricaine, Congo-Brazzaville, République démocratique du Congo, Rwanda et Tchad).

## Activités
Le RAFAL coordonne et soutien des activités de sensibilisation, de plaidoyer et de formation de ses différents membres et réalise des enquêtes de terrain sur la fabrication d'armes à feu artisanales. Il participe aux réunions des organisations internationales portant sur les armes légères et de petit calibre et sur le Traité sur le commerce des armes. Le réseau publie la Lettre du RAFAL, qui est un bulletin d'information traitant de la prévention des conflits, de la construction de la paix et de la lutte contre la prolifération des armes légères et de petit calibre en Afrique francophone.